# Tres negacions de Pere

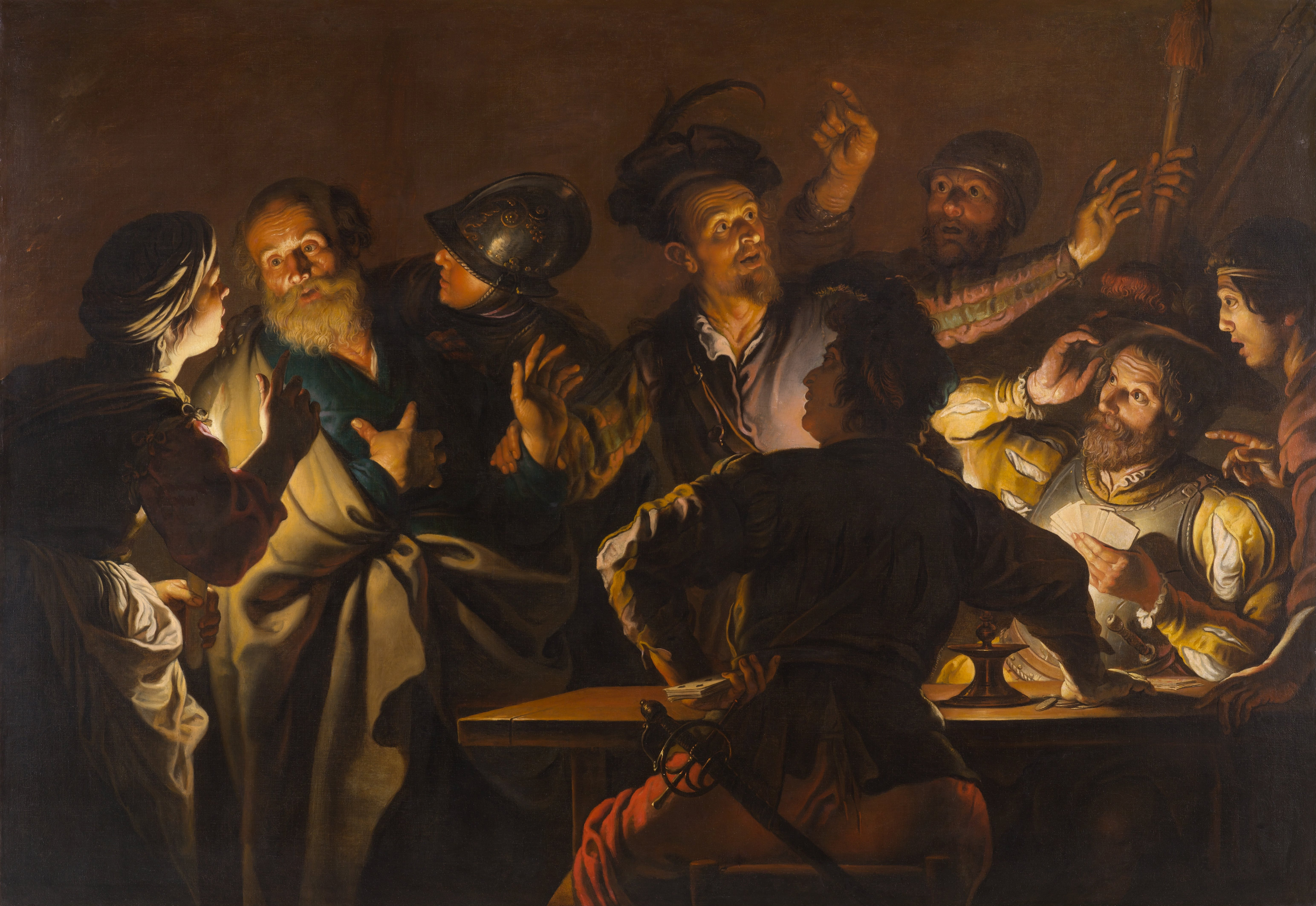
La negació de Sant Pere, de Gerard Seghers

Les tres negacions de Pere foren els tres actes de negació de Crist per l'apòstol Pere. Segons la narrativa dels quatre evangelis canònics, durant el seu últim sopar amb els seus deixebles, Jesús predigué que Pere negaria conèixer-lo i en renegaria abans del primer cant del gall l'endemà al matí. Després de la detenció de Jesús, Pere negà conèixer-lo tres vegades, però després de la tercera negació, sentí el cant del gall i recordà la predicció just en el moment que Jesús es girava per mirar-lo. Aleshores, Pere es posà a plorar amargament. Aquest últim fet és conegut com el penediment de Pere.
Aquesta escena ha figurat en moltes obres d'art cristià. En són un exemple les pintures murals de l'absis de l'església de Santa Maria, a Terrassa.